# Axel Nyström (1793–1868)
Pehr Axel Nyström d.ä., född 23 februari 1793 i Stockholm, död 31 december 1868 i Stockholm, var en svensk arkitekt och stadsarkitekt i Stockholm 1838-1863.

## Utbildning
Nyström studerade vid Konstakademien i Stockholm, genomgick dess arkitektskola och blev 1811 gesäll i murmästarämbetet.

## Familj
Pehr Axel Nyström d.ä. var far till stadsarkitekten Axel Fredrik Nyström (1832-1894), som var intendent i Överintendentsämbetet från 1886, och Carin Scholander, framträdande svensk teosof. Hon var gift med arkitekt Fredrik Wilhelm Scholander, som  var Pehr Axels systerson. Hans föräldrar var skräddarmästaren Anders Nyström (1740-1816) och Anna Rebecca Höök (1754-1820), dotter till en skomakarmästare på Ladugårdslandet. Han växte upp Själagårdsgatan 6 i Stockholm (dåvarande Skärgårdsgatan, Gamla stan. Pehr Axel Nyström är begravd på Norra begravningsplatsen. Han var farfarsfarfar till professorn arkitekten Louise Nyström (1942-)

## Liv och verk

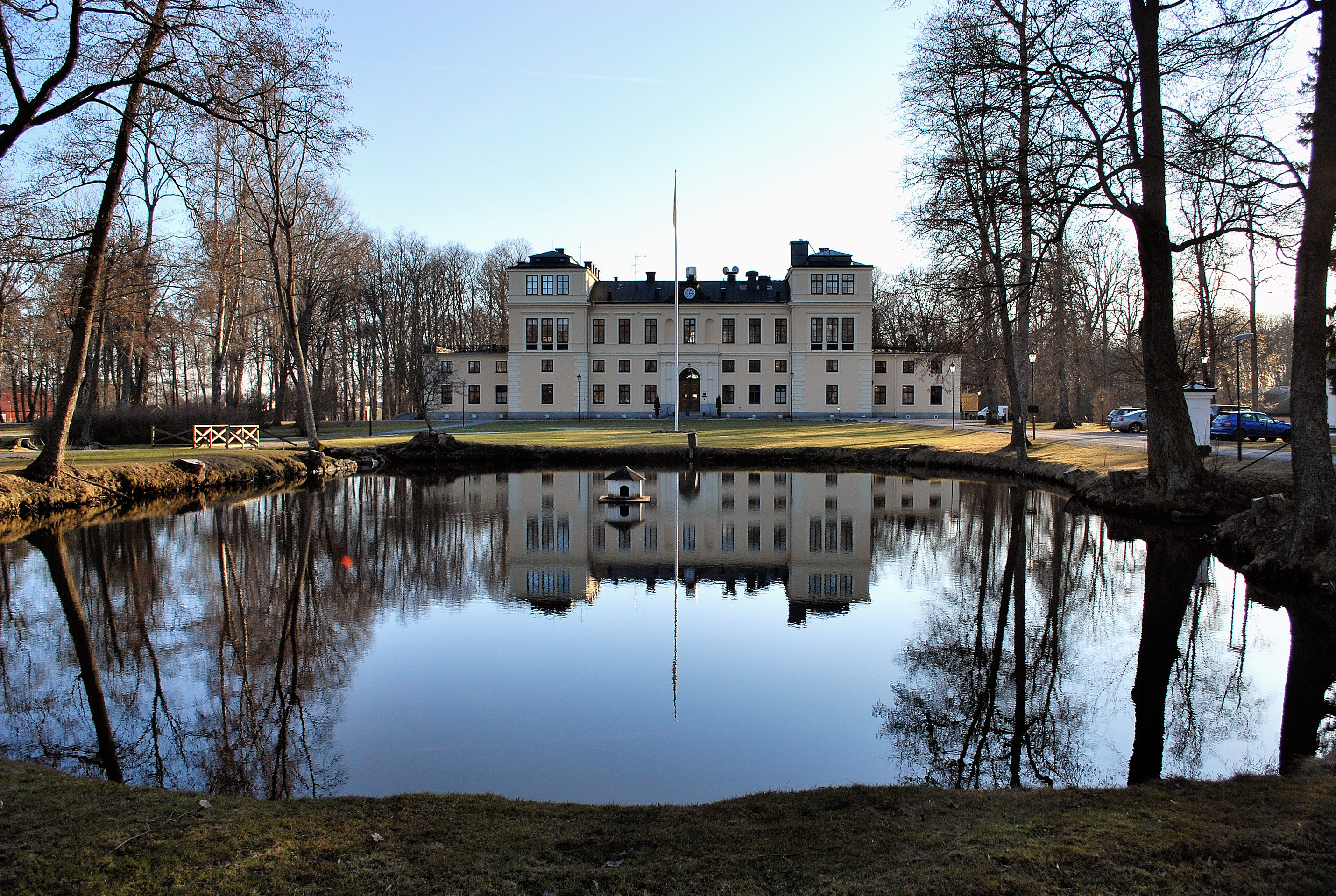
Rånäs slott, ett verk av Nyström

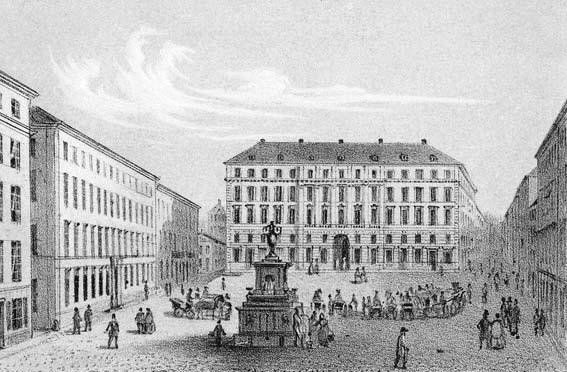
Brunkebergs hotell, ett verk av Nyström

### Tidig karriär
Pehr Axel Nyström blev 1812 konduktör vid Överintendentsämbetet, hade de följande åren tillsynen vid reparationen av Kungliga slottet, utförde 1818 ritningar till dekorationsarbeten vid Karl XIV Johans kröning och änkedrottning Charlottas begravning och fick samma år hovarkitekts titel.
Han var en man med mångsidiga intressen, inte minst litterära, och översatte 1817 Friedrich Schlegels Bref uppå en resa genom Nederländerna, nejderna kring Rhen, Schweiz och en del af Frankrike, ett arbete om gotiska stilen inom arkitekturen. 

### Resor 1819-1824
År 1819 begav sig Nyström, som Konstakademiens stipendiat, till Köpenhamn, Köln, Bryssel till Paris, där han stannade två och ett halvt år för studier under arkitekten Louis-Hippolyte Lebas. Som kunskapsprov sände han 1820 hem ett "storartat förslag till Helgeandsholmens ordnande" med portiker och ett tempel, ägnad åt Karl X Gustav, Karl XI och Karl XII (ritningarna, fem stora blad, finns liksom flera ritningar hos Konstakademien).
År 1821 reste Nyström i sällskap med Bengt Erland Fogelberg till Italien, där han större delen av tiden arbetade i Rom. 

### Byggnadsverk i Sverige
År 1824 reste Nyström norrut, via Paris, och återkom till Stockholm 1825, där han blev ledamot av Konstakademin och fick en arkitektlön på dess bekostnad. Bland de uppdrag han fick märks ombyggnaden av Lejonbacken vid slottet, vilken fullbordades 1834. Han planlade och övervakade flera större ombyggnader, bland annat ombyggnaden av Serafimerlasarettet (1828–1831), utförde ritningar till minnesvårdar över Gustav II Adolf i Uppsala (1833), Ansgarius på Björkö (1834), från dekoration av Riddarholmskyrkan vid kungliga begravningar (1829 och 1844), dekoreringen av Gustavianska gravkoret i Uppsala domkyrka (1830), till ny inredning av Lunds domkyrka (1832–1833) och många rum på Stockholms slot, särskilt representationssalen "Vita havet". Brunkebergs hotell, sedermera Telegrafstyrelsens hus eller Televerkets hus, på Brunkebergstorg 2 i Stockholm, uppfördes 1837-1841 efter ritningar av Nyström. I Brunkebergs hotell återfanns Handelshögskolan i Stockholms och huvudsakliga lokaler 1909–1926.

### Positioner i Sverige

Pehr Axel Nyström den äldre (1793-1868), porträtt i olja på duk av Erik Wahlbergson 1832.

Nyström blev 1826 arkitekt vid Drottningholms slott, 1832 vice professor och 1836 professor i byggnadskonst vid Konstakademin. I sin egenskap av professor hade han stort inflytande på de yngre arkitektstudenterna. Särskilt övervakade han sin systerson Fredrik Wilhelm Scholander. 
På anmodan av dåvarande överståthållaren överlämnade han 1834 förslag till ny byggnadsordning för Stockholms stad, vilken låg till grund för den 1842 fastställda stadsplanen. År 1836 utnämndes han till arkitekt vid Överintendentsämbetet och blev samma år förvaltare av byggnadsfrågor vid Kungliga slottet, 1838 stadsarkitekt i Stockholm och 1844 Konstakademins sekreterare. Tillsammans med Mikael Gustaf Anckarsvärd och Axel Gabriel Bielke grundade han 1832 Konstföreningen i Stockholm och var länge verksam som sekreterare i dess styrelse. Han hade en betydande andel i föreningens historiska utställningar.
Nyström bytte 1848 ut sin professur vid Konstakademin mot en intendentsbefattning vid Överintendentsämbetet, från vilken han avgick 1862. Han hade förut lämnat sina positioner som arkitekt för Drottningholm 1847 och intendent vid slottsbyggnaden 1851. År 1863 avsade han sig sin tjänst som stadsarkitekt, men först i juli 1868 sekreterarbefattningen i Konstakademin. 

## Utmärkelser
Riddare av Kungl. Nordstjärneorden (RNO) 1850. Kommendör av Kungl. Vasaorden (KVO) 28 januari 1861 (riddare av samma orden redan på 1830-talet).
Nyström var ledamot av engelska arkitektinstitutet samt av franska konstakademin.

## Byggnader ritade av arkitekten Pehr Axel Nyström (urval)
I kronologisk ordning:
- Rådmansö kyrka (1816–1818)
- Kumla kyrka, Närke (1829–1835)
- Stäringe herrgård (1830–1839)
- Fagereds kyrka (1833)
- Rånäs slott (1834-1843)
- Norra Finnskoga kyrka (1834)
- Södra Finnskoga kyrka (1834)
- Eda kyrka (1835–1839)
- Edshults kyrka (1836–1839)

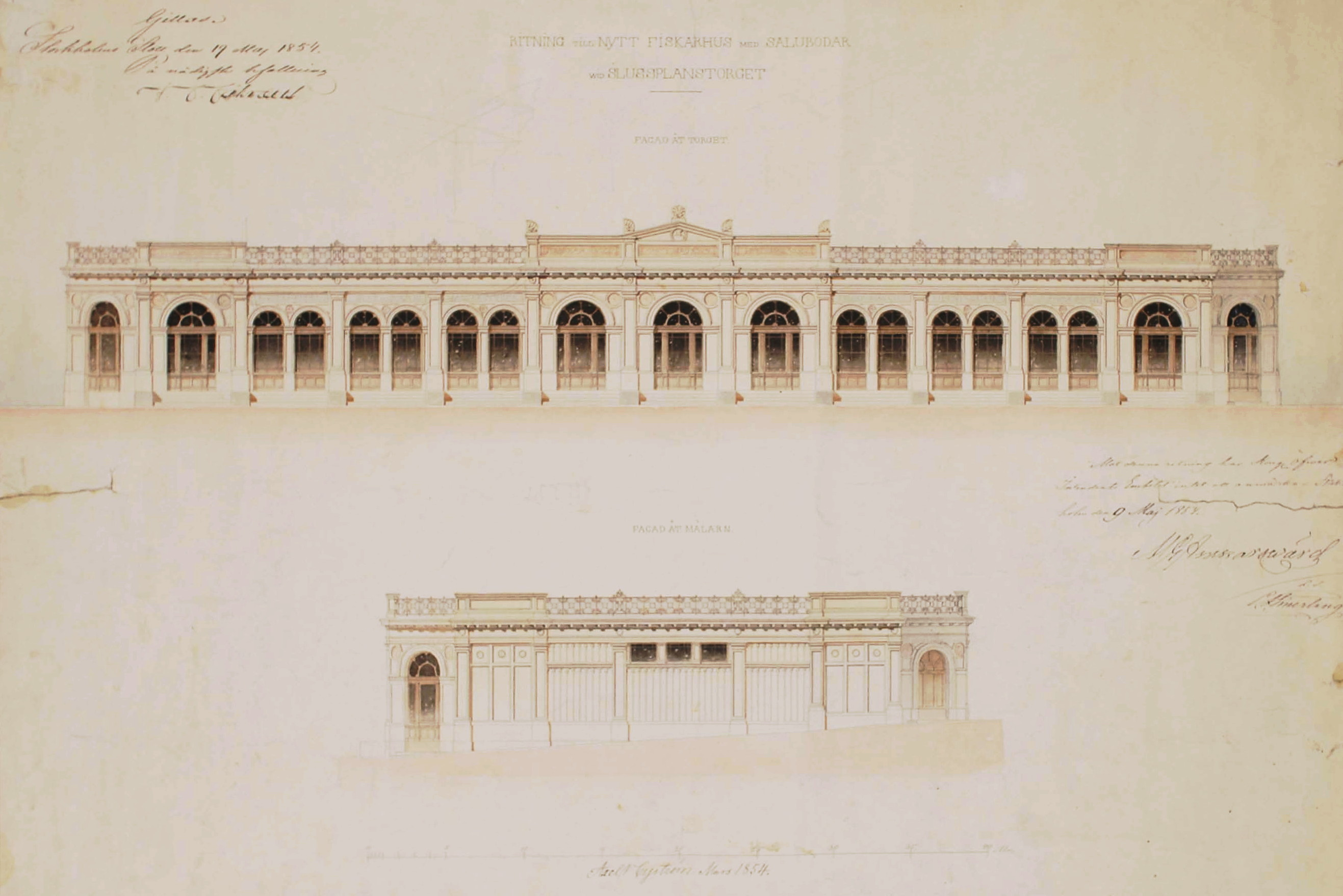
Fasadritningar till Fiskarhuset (1854).

- Brunkebergs hotell i Stockholm (1837–1841)
- Lunds universitets historiska museum (1839)
- Norrbrobasaren (1839)
- Dekorationsarbeten med Ekotemplet i Hagaparken (1846)
- Rannsakningsfängelset, Myntgatan (1846–1852)
- Djurgårdsbageriet (1852)
- Prins Gustafs monument i Hagaparken (1854)
- Fiskarhuset i Slussenområdet (1854)

- Nyström är representerad med arkitekturteckningar vid bland annat Nationalmuseum[14] i Stockholm.